# Liam van Gelderen
Liam van Gelderen (* 23. März 2001 in Zaandam) ist ein niederländisch-surinamischer Fußballspieler, der aktuell bei RKC Waalwijk unter Vertrag steht.

## Karriere

### Verein
Van Gelderen begann seine fußballerische Karriere bei Fortuna Wormerveer, ehe er 2012 zu AZ Alkmaar wechselte. Nach drei Jahren wechselte er zu Ajax Amsterdam in die Jugendakademie. 2016/17 spielte er bereits häufig für die B-Junioren und traf dabei dreimal. In der Folgesaison schwankte er zwischen A- und B-Junioren und spielte insgesamt 27 Mal und traf neunmal, wobei er außerdem einmal in der Youth League. Die Folgesaison absolvierte er als Stammspieler im Team der A-Junioren. Außerdem debütierte er am 25. März 2019 (30. Spieltag) für Jong Ajax gegen den Jong FC Utrecht in der Startelf. In der eersten Divisie kam er in der Folgesaison 17 Mal zum Einsatz, spielte aber auch gelegentlich für die U19. Auch 2020/21 war er Stammspieler, fiel aber lange wegen einer Blessur aus. Am 12. Mai 2021, dem letzten Spieltag, schoss er bei einem 2:1-Sieg über den SC Telstar den Siegtreffer und somit sein erstes Profitor. Nach einer weiteren Saison mit 29 Ligaeinsätzen für den Niederländer in der zweiten Mannschaft und auch zwei Einsätzen für die erste Mannschaft von Ajax Amsterdam, wechselte er im Sommer 2022 zum FC Groningen. Im Sommer 2024 wechselte er zu RKC Waalwijk.

### Nationalmannschaft
Van Gelderen spielte bislang für mehrere Juniorenteams der Niederlande. Mit der U17 gewann er die U17-EM 2018.

## Erfolge

### Verein
Ajax Amsterdam U19
- Niederländischer U19-Meister: 2019
- Niederländischer U19-Pokalsieger: 2019

Ajax Amsterdam U17
- Niederländischer U17-Meister: 2017

### Nationalmannschaft
- U17-Europameister: 2018